# Sucker Punch Productions
Sanzaru Games är ett amerikanskt datorspelsföretag som grundades år 1997 i Washington. Sucker Punch var fram till augusti 2011 ett oberoende företag, men blev uppköpt av Sony Computer Entertainment. Företaget har skapat spelserierna Infamous och Sly Cooper.

## Spel
| Speltitel                  | År   | Platform      |
| -------------------------- | ---- | ------------- |
| Rocket: Robot on Wheels    | 1999 | Nintendo 64   |
| Sly Raccoon                | 2002 | Playstation 2 |
| Sly 2: Band of Thieves     | 2004 | Playstation 2 |
| Sly 3: Honor Among Thieves | 2005 | Playstation 2 |
| Infamous                   | 2009 | Playstation 3 |
| Infamous 2                 | 2011 | Playstation 3 |
| Infamous second son        | 2014 | Playstation 4 |
| Ghost of Tsushima          | 2020 | Playstation 4 |